# جامع الدرج
جامع الدرج هو جامع مملوكي بني في القرن الخامس عشر ميلادي، يقع في محلة خان السبيل في حارة الباشا التي تعتبر أحد الأحياء القديمة في مدينة حلب.